# 1717 en musique classique
| \| • Retour à la chronologie générale de la musique classique • \| |
| Grèce • Rome • Haut Moyen Âge • VIIIe siècle • IXe siècle • Xe siècle • XIe siècle XIIe siècle • XIIIe siècle • XIVe siècle • XVe siècle • XVIe siècle • XVIIe siècle XVIIIe siècle • XIXe siècle • XXe siècle • XXIe siècle |
| • Retour à la chronologie générale de la musique classique • |

| Années en musique classique : 1714 - 1715 - 1716 - 1717 - 1718 - 1719 - 1720    |
| Décennies en musique classique : 1680 - 1690 - 1700 - 1710 - 1720 - 1730 - 1740 |

## Événements
- 6 avril : Ariane, tragédie lyrique de Jean-Joseph Mouret est jouée à l'Académie royale de Musique.
- 6 avril : Ariane et Thésée, tragédie lyrique de Jean-Joseph Mouret.
- 17 juillet : Water Music, de Georg Friedrich Haendel, est jouée pour la première fois sur les bords de la Tamise.
- 9 novembre : Camille, reine des Volsques, tragédie lyrique d'André Campra est jouée à l'Académie royale de Musique.
- Deuxième livre de pièces de clavecin, de François Couperin.
- Quatrième livre de pièces à une et à trois violes, de Marin Marais.
- François Couperin devient claveciniste du roi de France.

## Naissances

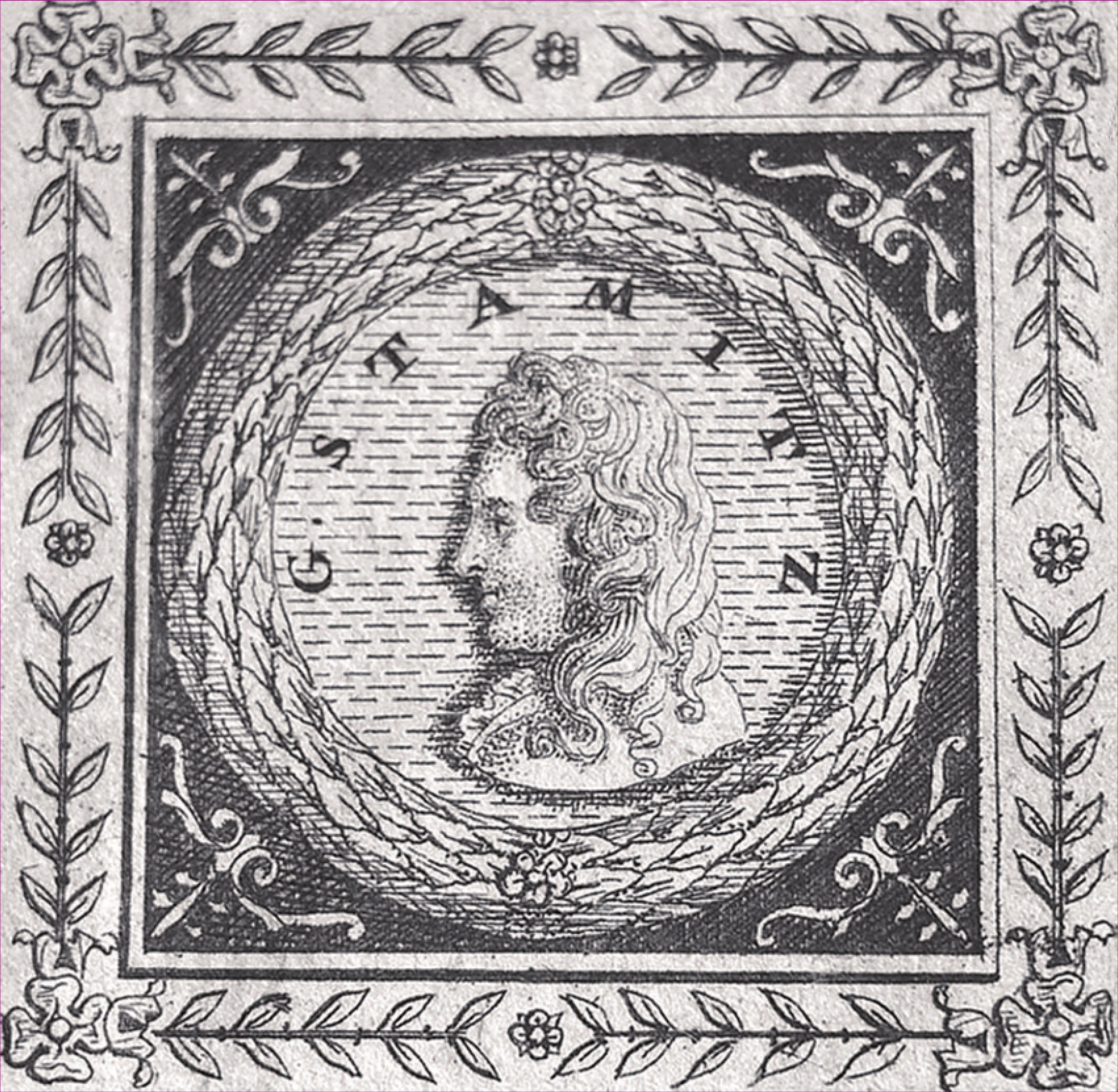
Johann Stamitz.

- 9 avril : Georg Mathias Monn, compositeur, organiste et professeur de musique autrichien († 3 octobre 1750).
- 19 juin : Johann Stamitz, violoniste et compositeur germano-tchèque († 27 mars 1757).
- 27 juin : Johannes Ringk, compositeur et organiste allemand († 24 août 1778).
- 13 août : Christoph Nichelmann, pianiste et compositeur allemand († 20 juillet 1762).

Date indéterminée :
- Leopold August Abel, violoniste et compositeur allemand († 25 août 1794).
- Rudolf Straube, luthiste et compositeur polonais († 1785).

## Décès
- 27 avril : Tommaso Stanzani, écrivain, dramaturge et librettiste d'opéra italien (° 1647).
- 2 novembre : Johann Jakob Walther, violoniste et compositeur allemand (° 1650).
- 26 novembre : Daniel Purcell, compositeur anglais, frère cadet d'Henry Purcell.

Date indéterminée :
- Floriano Maria Arresti, compositeur italien (° 1667).
- Pierre Bouteiller, compositeur français (° 1655).
- Goffredo Cappa, luthier italien (° 1644).
- Mademoiselle Cartilly, chanteuse française.
- Nicola Cosimi, compositeur et violoniste italien (° 1667).